# Liste der Kulturdenkmäler in Gleiszellen-Gleishorbach
In der Liste der Kulturdenkmäler in Gleiszellen-Gleishorbach sind alle Kulturdenkmäler der rheinland-pfälzischen Ortsgemeinde Gleiszellen-Gleishorbach aufgeführt. Grundlage ist die Denkmalliste des Landes Rheinland-Pfalz (Stand: 14. August 2023).

## Denkmalzonen
| Bezeichnung                       | Lage                                                                                                   | Baujahr                 | Beschreibung | Bild                           |
| --------------------------------- | --- | ----------------------- | --- | ------------------------------ |
| Denkmalzone Ortskern Gleishorbach | Gleishorbach, Hauptstraße 25–47 (ungerade Nummern) und 28–54 (gerade Nummern), Schlemmergasse 1–4 Lage | 16. bis 19. Jahrhundert | ein- bis zweigeschossige Bebauung des 16. bis 19., aber vor allem des 18. und der ersten Hälfte des 19. Jahrhunderts mit vielen Fachwerkbauten; die Dorfstraßen mit Natursteinpflasterung                            | weitere Bilder Fotos hochladen |
| Denkmalzone Ortskern Gleiszellen  | Gleiszellen, Winzergasse 2–36 (gerade Nummern) und 7–51 (ungerade Nummern), Bergstraße 1 Lage          | 17. bis 19. Jahrhundert | Baustruktur des 17. bis 19. Jahrhunderts, überwiegend ein- bis zweigeschossige Fachwerkbauten, vorherrschend der eingeschossige Winzerhaustyp mit Hochkeller, sehr malerische Straßenbilder                          | weitere Bilder Fotos hochladen |
| Denkmalzone Veteranenfriedhof     | Gleiszellen, südlich des Ortes unterhalb der katholischen Kirche Lage                                  | 1920er Jahre            | Veteranenfriedhof, 1920er Jahre; stattliche Umfassungsmauer; am Ende des Treppenaufgangs das Kriegerdenkmal 1914/18: sandsteinverblendeter Pfeiler mit Spitzbogenblenden (Relief eines Soldaten) und Kuppelbekrönung | weitere Bilder Fotos hochladen |

## Einzeldenkmäler
| Bezeichnung                      | Lage                                                     | Baujahr                              | Beschreibung | Bild                           |
| -------------------------------- | -------------------------------------------------------- | ------------------------------------ | --- | ------------------------------ |
| Wohnhaus                         | Gleishorbach, Hauptstraße 25 Lage                        | 17. oder Anfang des 18. Jahrhunderts | barockes Fachwerkhaus, teilweise massiv, 17. oder Anfang des 18. Jahrhunderts, Hoftorpfeiler bezeichnet 1843                                                            | weitere Bilder Fotos hochladen |
| Hofanlage                        | Gleishorbach, Hauptstraße 28 Lage                        | 18. Jahrhundert                      | Dreiseithof; eingeschossiges barockes Fachwerkhaus, 18. Jahrhundert, spätgotische Spolie                                                                                | weitere Bilder Fotos hochladen |
| Wohnhaus                         | Gleishorbach, Hauptstraße 34 Lage                        | 1566                                 | Fachwerkhaus über Hochkeller, Giebellaube, bezeichnet 1566 und 1584 (Bild)                                                                                              | weitere Bilder Fotos hochladen |
| Schul- und Gemeindehaus          | Gleishorbach, Hauptstraße 35 Lage                        | um 1820/30                           | ehemalige Schule und Gemeindehaus; klassizistischer Krüppelwalmdachbau, um 1820/30                                                                                      | weitere Bilder Fotos hochladen |
| Laufbrunnen                      | Gleishorbach, Hauptstraße, bei Nr. 37 Lage               | 1882                                 | Laufbrunnen, drei Sandsteintröge, gusseiserner Brunnenstock bezeichnet 1882                                                                                             | weitere Bilder Fotos hochladen |
| Schulhaus                        | Gleishorbach, Hauptstraße 39 Lage                        | 1575                                 | ehemalige reformierte Schule; im Kern bezeichnet 1575, barocker Fachwerkaufbau bezeichnet 1765 (Bild)                                                                   | weitere Bilder Fotos hochladen |
| Hofanlage                        | Gleishorbach, Hauptstraße 40 Lage                        | 1743                                 | Streckhof; eingeschossiges Fachwerkhaus über Hochkeller, teilweise eventuell von 1603, im Kern jedoch barock, bezeichnet 1743                                           | weitere Bilder Fotos hochladen |
| Wohnhaus                         | Gleishorbach, Hauptstraße 44 Lage                        | zweite Hälfte des 18. Jahrhunderts   | barockes Fachwerkhaus, teilweise massiv, wohl aus der zweiten Hälfte des 18. Jahrhunderts; städtebaulich wichtig                                                        | weitere Bilder Fotos hochladen |
| Wohnhaus                         | Gleishorbach, Hauptstraße 50 Lage                        | 1577                                 | mehrphasiges Fachwerkhaus, teilweise massiv, bezeichnet 1577, Fensterpaar um 1800, darüber barockes Fachwerk, 18. Jahrhundert                                           | weitere Bilder Fotos hochladen |
| Wohnhaus                         | Gleishorbach, Schlemmergasse 1 Lage                      | Ende des 18. Jahrhunderts            | spätbarockes Fachwerkhaus über Hochkeller, Krüppel- und Fußwalmdach, Ende des 18. Jahrhunderts                                                                          | weitere Bilder Fotos hochladen |
| Protestantische Kirche           | Gleiszellen, Winzergasse 2 Lage                          | 1726                                 | barocker Saalbau, bezeichnet 1726 (Bild) | weitere Bilder Fotos hochladen |
| Hofanlage                        | Gleiszellen, Winzergasse 10 Lage                         | 18. Jahrhundert                      | barocker Hakenhof, 18. Jahrhundert; Fachwerkhaus, teilweise massiv, Krüppelwalmdach                                                                                     | weitere Bilder Fotos hochladen |
| Wohnhaus                         | Gleiszellen, Winzergasse 11 Lage                         | 1809                                 | Fachwerkwohnhaus, bezeichnet 1809 | weitere Bilder Fotos hochladen |
| Hofanlage                        | Gleiszellen, Winzergasse 12 Lage                         | Anfang des 19. Jahrhunderts          | Hofanlage; eingeschossiger spätklassizistischer Krüppelwalmdachbau, wohl vom Anfang des 19. Jahrhunderts                                                                | weitere Bilder Fotos hochladen |
| Hofanlage                        | Gleiszellen, Winzergasse 15 Lage                         | 17. oder 18. Jahrhundert             | Hofanlage; barockes Fachwerkhaus, teilweise massiv, 17. oder 18. Jahrhundert                                                                                            | weitere Bilder Fotos hochladen |
| Hofanlage                        | Gleiszellen, Winzergasse 26 Lage                         | 1802                                 | Hofanlage; nachbarockes Fachwerkhaus, Krüppelwalmdach, bezeichnet 1802                                                                                                  | weitere Bilder Fotos hochladen |
| Hofanlage                        | Gleiszellen, Winzergasse 28 Lage                         | 1803                                 | Hofanlage; nachbarockes Fachwerkhaus, bezeichnet 1803 | weitere Bilder Fotos hochladen |
| Hofanlage                        | Gleiszellen, Winzergasse 43 Lage                         | 18. Jahrhundert                      | Hofanlage; eingeschossiges barockes Fachwerkhaus über Hochkeller, Krüppel- und Fußwalmdach, 18. Jahrhundert, Kellerbogen bezeichnet 1833                                | weitere Bilder Fotos hochladen |
| Katholische Kirche St. Dionysius | Gleiszellen, südlich des Ortes (Dionysiusstraße 11) Lage | 1746–48                              | barocker Saalbau, 1746–48, kurpfälzischer Baumeister Valerius; an der Kirche Steinkreuz, bezeichnet 1837; Friedhofskreuz, Sandstein, zweite Hälfte des 19. Jahrhunderts | weitere Bilder Fotos hochladen |